# Stazione di Reggio Emilia
Stazione di Reggio Emilia vasútállomás Olaszországban, Reggio Emilia településen.

## Vasútvonalak
Az állomást az alábbi vasútvonalak érintik:
- Milánó–Bologna-vasútvonal
- Reggio Emilia-Guastalla-vasútvonal
- Reggio Emilia-Sassuolo-vasútvonal
- Reggio Emilia-Ciano d'Enza-vasútvonal
- Reggio Emilia-Boretto-vasútvonal

## Kapcsolódó állomások
A vasútállomáshoz az alábbi állomások vannak a legközelebb:
- Villa Cadè railway station (Milánó–Bologna-vasútvonal)
- Stazione di Rubiera (Milánó–Bologna-vasútvonal)
- stazione di Reggio Emilia San Lazzaro (Reggio Emilia-Guastalla-vasútvonal)
- Stazione di Reggio Emilia Santa Croce (Reggio Emilia-Guastalla-vasútvonal, Reggio Emilia-Boretto-vasútvonal)
- Reggio Viale Piave railway halt (Reggio Emilia-Ciano d'Enza-vasútvonal)
- Reggio Ospizio railway halt (Reggio Emilia-Sassuolo-vasútvonal)